# Franck Khalfoun

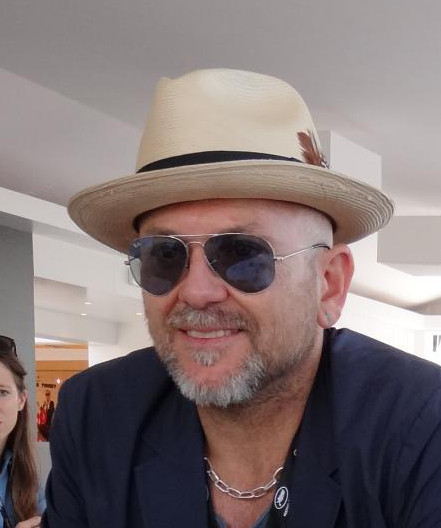
Franck Khalfoun (2012)

Franck Ange Khalfoun (* 9. März 1968 in Paris, Île-de-France) ist ein französisch-algerischer Filmregisseur und Schauspieler.

## Leben
Khalfoun wurde als Sohn eines Algeriers und einer Französin in Paris geboren. In seiner Heimatstadt begann er früh eine Karriere im Showbusiness als Tänzer, an einem Pariser Theater.

### Filmkarriere
Sein Debüt in der Filmbranche gab Khalfoun 1992, als er bei Alexandre Arcadys Krimi-Thriller Das Gesetz der Mafia als Regieassistent mitwirkte und im Film eine kleine Rolle übernahm. 1994 folgte eine weitere Nebenrolle in der französischen Canal+ Fernsehproduktion The Eagle and the Horse.
Seine erste Hauptrolle bekam Khalfoun 2003 in Olias Barcos Sportdrama Snowboarder als X. Im selben Jahr die Rolle des Jimmy im französischen Thriller High Tension. Der Regisseur des Films ist Alexandre Aja, Sohn von Alexandre Arcady. Während der Dreharbeiten freundete Khalfoun sich mit Aja und dessen Produzenten Grégory Levasseur an. Sie boten Khalfoun an, die Regie beim Thriller P2 – Schreie im Parkhaus (2006) zu übernehmen, gemeinsam mit Levasseur schrieb er auch das Drehbuch.
2007 zogen Khalfoun und Aja von Frankreich in die Vereinigten Staaten nach Los Angeles, wo Khalfoun das Independent Theater Godot’s Hideaway gründete.
Zwei Jahre später verließ Khalfoun Los Angeles wieder und zog nach New York City, wo er eine Produktionsfirma für Werbespots und Musikvideos gründete. Mit seiner Produktionsfirma schuf er als Fotograf diverse Albencover unter anderem für Busta Rhymes und Erick Sermon.
Ende 2009 kehrte Khalfoun dann zum zweiten Mal auf den Regiestuhl zurück und inszenierte mit Cuba Gooding Jr. und Harvey Keitel den Krimi-Thrillerfilm Wrong Turn at Tahoe.
Nachdem Alexandre Aja das Angebot von Dimension Films bekam, die Regie beim Remake von Joe Dantes Piranhas zu übernehmen, castete er Khalfoun für die Rolle des Deputy Green.
Am 17. August 2011 wurde Khalfoun von Warner Bros. engagiert, die Regie bei dem Horrorfilm Alexandre Ajas Maniac zu übernehmen. 2017 wurde der von ihm inszenierte Horrorfilm Amityville: The Awakening veröffentlicht. Zwei Jahre später folgte Prey, 2023 der Survivalthriller Night of the Hunted.

### Filmografie (Auswahl)
- 1992: Das Gesetz der Mafia (Darsteller)
- 2003: Snowboarder (Darsteller)
- 2003: High Tension (Darsteller)
- 2007: P2 – Schreie im Parkhaus (Regie)
- 2009: Wrong Turn at Tahoe (Regie)
- 2010: Piranha 3D (Darsteller)
- 2012: Alexandre Ajas Maniac (Regie)
- 2015: i-Lived (Regie, Drehbuch, Produktion, Darsteller)
- 2016: Low Riders (Darsteller)
- 2017: Amityville: The Awakening (Regie, Drehbuch)
- 2019: Prey (Regie, Drehbuch)
- 2023: Night of the Hunted (Regie, Drehbuch)